# Thury-Harcourt-le-Hom
Thury-Harcourt-le-Hom is een landelijke gemeente in het Franse departement Calvados in de regio Normandië en maakt deel uit van het arrondissement Caen. De gemeente telde 3.593 inwoners op 1 januari 2022.

## Geschiedenis
De gemeente is op 1 januari 2016 ontstaan door de fusie van de gemeenten Caumont-sur-Orne, Curcy-sur-Orne, Hamars, Saint-Martin-de-Sallen en Thury-Harcourt. De gemeente kreeg als INSEE-code 14689, dat voorheen de code was van Thury-Harcourt, dat de hoofdplaats werd van Le Hom. Op 1 januari 2022 werd de naam van de gemeente veranderd naar Thury-Harcourt-le-Hom.

## Geografie
De oppervlakte van Thury-Harcourt-le-Hom bedraagt 46,93 vierkante kilometer; Op 1 januari 2022 was de bevolkingsdichtheid 76,6 inwoners per km².

De onderstaande kaart toont de ligging van Thury-Harcourt-le-Hom met de belangrijkste infrastructuur en aangrenzende gemeenten.

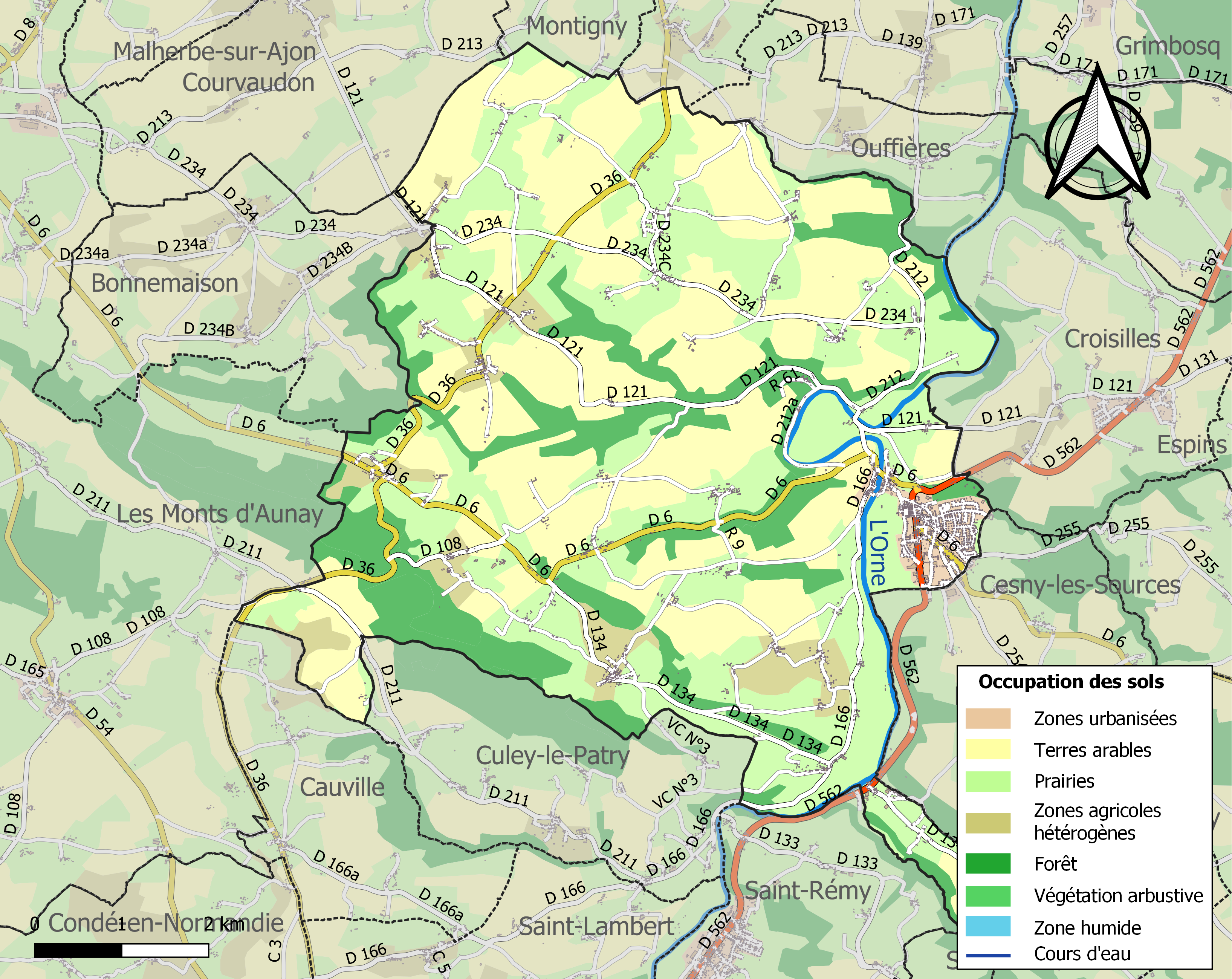

## Verkeer en vervoer
In de gemeente bevind zich het gesloten spoorwegstation Croisilles-Harcourt.
Barbery · Le Bô · Boulon · Bretteville-le-Rabet · Bretteville-sur-Laize · Le Bû-sur-Rouvres · Cauvicourt · Cauville · Cesny-les-Sources · Cintheaux · Clécy · Combray · Cossesseville · Croisilles · Culey-le-Patry · Donnay · Espins · Esson · Estrées-la-Campagne · Fresney-le-Puceux · Fresney-le-Vieux · Gouvix · Grainville-Langannerie · Grimbosq · Martainville · Meslay · Montillières-sur-Orne · Moulines · Les Moutiers-en-Cinglais · Mutrécy · Ouffières · La Pommeraye · Saint-Germain-le-Vasson · Saint-Lambert · Saint-Laurent-de-Condel · Saint-Omer · Saint-Rémy · Saint-Sylvain · Soignolles · Thury-Harcourt-le-Hom · Urville · Le Vey